# نمودار یابلونسکی

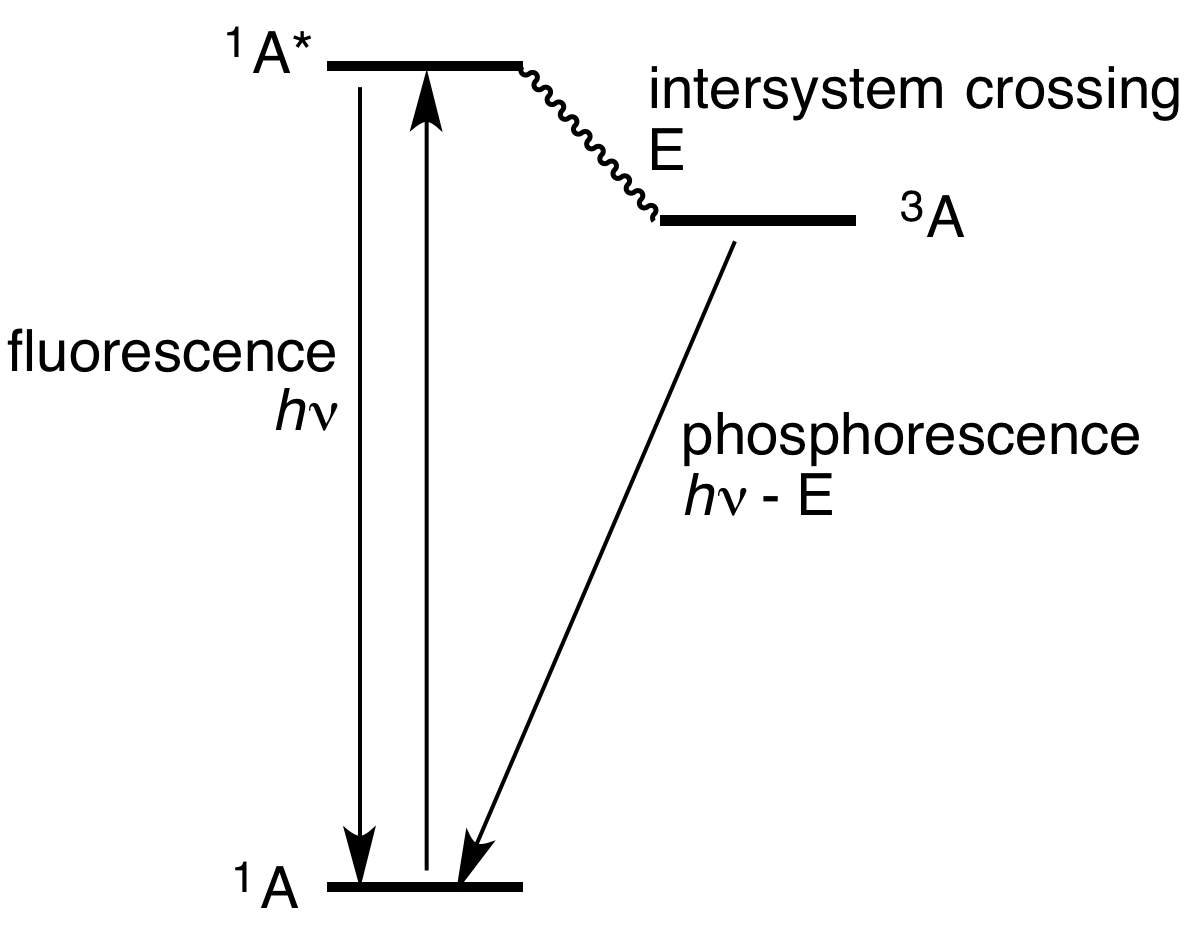
نمودار یابلونسکی که برانگیزش مولکول A را به حالت برانگیخته یکتایی آن (^{*1}A) و به دنبال آن عبور بین‌سیستمی به حالت سه‌تایی (^{3}A) نشان می‌دهد که توسط فسفرسانس به حالت پایه وانهاده می‌شود. برای توصیف جذبش و گسیلش نور توسط فلورسانس استفاده شد.

در طیف‌شناسی مولکولی، نمودار یابلونسکی نموداری است که حالت‌های الکترونی و اغلب سطوح ارتعاشی یک مولکول و همچنین گذارهای بین آنها را نشان می‌دهد. حالت‌ها بر اساس انرژی به صورت عمودی مرتب شده‌اند و بر اساس چندگانگی اسپین به صورت افقی گروه‌بندی شده‌اند. گذارهای غیرتابشی با فلش‌های کج و معوج و گذارهای تابشی با فلش‌های مستقیم نشان داده شده‌اند. حالت‌های پایه ارتعاشی هر حالت الکترونی با خطوط ضخیم و حالت‌های ارتعاشی بالاتر با خطوط نازک‌تر نشان داده شده‌اند. این نمودار به نام فیزیکدان لهستانی، الکساندر یابلونسکی، که اولین بار آن را در سال ۱۹۳۳ پیشنهاد داد، نامگذاری شده است.

## گُذارها

نمودار یابلونسکی شامل سطوح ارتعاشی برای جذب‌وَری ، واپاشی غیرتابشی و فلورسانس و همچنین فسفرسانس و ثابت‌های سرعت فرآیندهای مربوطه.

وقتی یک مولکول فوتون جذب می‌کند، انرژی فوتون تبدیل می‌شود و سطح انرژی داخلی مولکول را افزایش می‌دهد. به همین ترتیب، وقتی یک مولکول برانگیخته انرژی آزاد می‌کند، می‌تواند این کار را به شکل فوتون انجام دهد. بسته به انرژی فوتون، این می‌تواند مربوط به تغییر در سطوح انرژی ارتعاشی، الکترونیکی یا چرخشی باشد. تغییرات بین این سطوح «گُذار» نامیده می‌شوند و روی نمودار یابلونسکی رسم می‌شوند.
گذارهای تابشی شامل جَذبش یا گُسیلش فوتون می‌شوند. همان‌طور که در بالا ذکر شد، این گذارها با فلش‌های توپر نشان داده شده‌اند که دُم آنها در سطح انرژی اولیه و نوک آنها در سطح انرژی نهایی قرار دارد.
گذارهای غیرتابشی از طریق چندین سازوکار مختلف رخ می‌دهند که همگی در نمودار با برچسب‌های متفاوتی مشخص شده‌اند. به کاهش حالت برانگیخته تا پایین‌ترین سطح ارتعاشی، آرامش ارتعاشی (VR) گفته می‌شود. این فرایند شامل اتلاف انرژی از مولکول به محیط اطراف آن است و بنابراین نمی‌تواند برای مولکول‌های منزوی رخ دهد.
نوع دوم گذار غیرتابشی، تبدیل داخلی (IC) است که زمانی رخ می‌دهد که یک حالت ارتعاشی از یک حالت برانگیخته الکترونیکی بتواند با یک حالت ارتعاشی از یک حالت الکترونیکی پایین‌تر جفت شود. سپس مولکول می‌تواند از طریق آرامش ارتعاشی، بیشتر به حالت آرامش برسد.
نوع سوم، تقاطع بین‌سیستمی (ISC) است؛ این گذار به حالتی با چندگانگی اسپینی متفاوت است. در مولکول‌هایی با جفت‌شدگی اسپین-مدار بزرگ، عبور بین‌سیستمی بسیار مهم‌تر از مولکول‌هایی است که فقط جفت‌شدگی اسپین-مدار کوچکی از خود نشان می‌دهند. ISC می‌تواند با فسفرسانس دنبال شود.

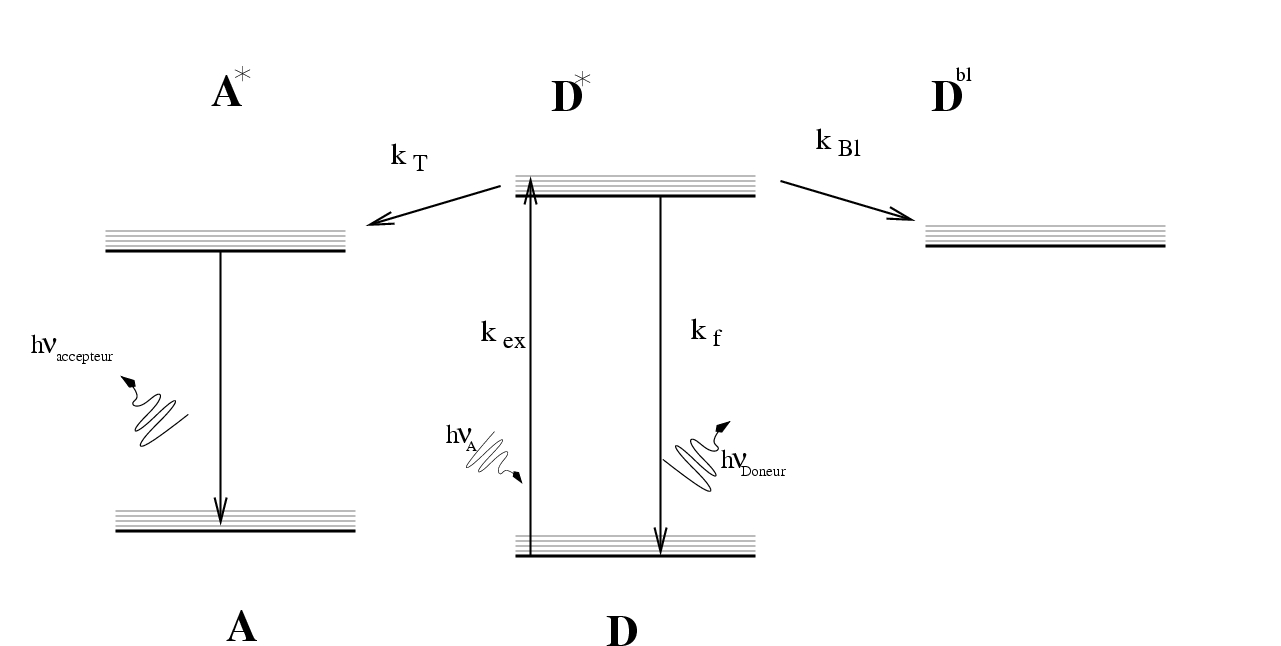
نمودار یابلونسکی که نشان‌دهنده انتقال انرژی رزونانس فورستر (FRET) است